# Teach-In
A Teach-In egy holland popegyüttes, amely 1969-ben alakult Enschedében. A zenekar az évek folyamán több átalakuláson ment keresztül. Az 1970-es évek közepén váltak igazán ismertté Európa-szerte. Pályafutásuk csúcsaként 1975-ben megnyerték az Eurovíziós Dalfesztivált a Ding-A-Dong című dallal, amely ma már popzenei örökzöldnek számít.

## Tagok

### Az eredeti felállás
- Hilda Felix (ének)
- Henk Westendorp (ének)
- John Snuverink (ének, gitár)
- Frans Schaddelee (basszusgitár)
- Koos Versteeg, a zenekarvezető (ének, billentyűs hangszerek)
- Ruud Nijhuis (dobok)

### Későbbi tagok
- Getty Kaspers (ének)
- John Gaasbeek (basszusgitár)
- Chris De Wolde (gitár)
- Ard Weeink
- Hans Nijland (basszusgitár)
- Nick De Vos (basszusgitár)
- Betty Vermeulen (ének)
- Marianne Wolsink (ének)

## Karriertörténet

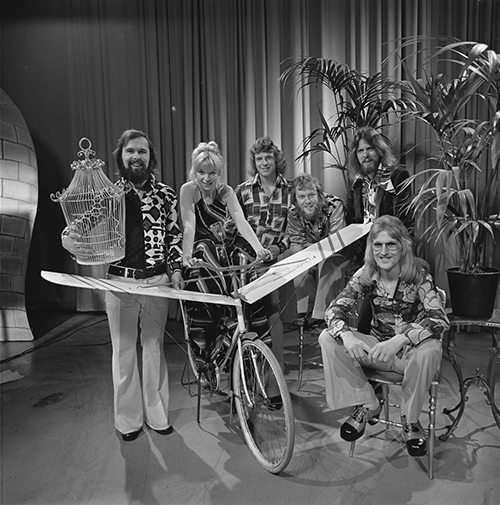
Teach-In egy holland televíziós show-ban (1974)

A Teach-In pályafutásának első évei csendben, jelentősebb események nélkül teltek. A fordulatot az 1971-es esztendő jelentette: ekkor csatlakozott a zenekarhoz Getty Kaspers énekesnő (aki 1976-ban távozott, hogy szólókarrierbe kezdjen), és a Teach-In megkapta első szerződését is Eddy Ouwens zeneszerző-producertől. 1972-re jócskán megváltozott az együttes felállása: az alapító tagok közül csupán Koos és Ruud maradtak. Getty mellé csatlakozott John Gaasbeek és Ard Weeink, akik vele együtt 1976-ban távoztak a zenekarból. Ugyancsak 1972-ben lett a Teach-In tagja Chris De Wolde is. Az új felállású együttes 1974-ben állt elő a nagy dobással: megjelent a Roll Along című bemutatkozó albumuk, melyről 3 dal is bekerült a holland Top 15-be. A Fly away, az In the summernight és a Tennessee Town közül főleg az első kettő volt különösen népszerű. A nagylemez ugyancsak előkelő helyre került az eladási listákon. Egyáltalán nem meglepő tehát, hogy Hollandia a következő évben a Teach-Int nevezte be az Eurovíziós Dalfesztiválra. A Ding-A-Dong című szerzeménnyel az együttes megnyerte a fesztivált. A győztes dal szinte minden európai ország slágerlistájára felkerült, ám meglepő módon épp Hollandiában csupán néhány hétig szerepelt a legnépszerűbbek között. Meglehet, talán ennek is szerepe volt abban, hogy 1976-ban újabb átszervezésekre került sor. Távozott Getty, John és Ard. Helyükre a Head együttesből érkezett Marianne Wolsink, továbbá Betty Vermeulen és Hans Nijland. Utóbbi nem maradt sokáig: Nick De Vos váltotta. Néhány hónapra Nick fivére, Wim is csatlakozott a Teach-Inhez, de aztán más előadókkal kezdett dolgozni. A Teach-In az eurovíziós népszerűséget kihasználva nagyszabású turnéra indult, s folyamatosan új kis- és nagylemezeket adott ki. A sikert azonban nem sikerült konzerválniuk: a '70-es évek végére tetőző diszkóláz időszakában 2 daluk (Dear John, The Robot) ugyan hazájukon kívül is népszerűvé vált, ám a '80-as évekre az együttes egy újabb tagcsere ellenére is kifulladt. A '90-es évek végének nosztalgiahullámán lovagolva a Teach-In is újjáalakult, turnékat és lemezeket helyezett kilátásba, ám ennek ellenére sem sikerült visszakerülniük a popzenei élvonalba.

## Ismertebb lemezeik

### Albumok
- 1974 Roll Along
- 1975 Festival
- 1975 Get On Board
- 1976 Teach-In
- 1977 See The Sun
- 1979 Greenpeace
- 1991 The Best Of Teach-In (válogatás)
- 1992 The Very Best Of Teach-In (válogatás)
- 1995 Original Hit Record
- 2006 Strips In Stereo

### Kislemezek
- 1971 Spoke the Lord Creator / Darkness of life
- 1971 Can't be so bad / Take me to the water
- 1972 So easy to sing / My name is honey
- 1974 Fly away / Bye bye bye
- 1974 In the summernight / Old friend goodbye
- 1974 Tennessee town / There ain't no time
- 1975 Ding-A-Dong / Ik heb geen geld voor de trein
- 1975 Ding-A-Dong / The circus show
- 1975 Goodbye love / Sailor man
- 1976 Rose Valley / Lala love song
- 1976 Upside down / Please come home
- 1977 A ride in the night / A wonderful feeling
- 1977 See the sun / All around
- 1977 My rock & roll song / Our story
- 1978 Dear John / Instrumental John
- 1979 The Robot / Well Comeback
- 1979 Greenpeace / Part 2
- 1980 Regrets / Things we say
- 1980 Bad day / I wish you all the luck

## Slágerlistás helyezések Hollandiában

### Albumok
- Festival

1975. március 22-étől 10. hétig. Legmagasabb pozíció: 4. hely
- Get On Board

1975. december 6-ától 2. hétig. Legmagasabb pozíció: 43. hely

### KIslemezek
- Fly away

1974. március 23-ától 10. hétig. Legmagasabb pozíció: 5. hely
- In the summernight

1974. szeptember 7-étől 11. hétig. Legmagasabb pozíció: 5. hely
- Tennessee Town

1974. december 7-étől 5. hétig. Legmagasabb pozíció: 13. hely
- Ding-A-Dong

1975. március 15-étől 7. hétig. Legmagasabb pozíció: 3. hely
- Goodbye love

1975. október 11-étől 8. hétig. Legmagasabb pozíció: 5. hely
- Rose Valley

1976. január 24-étől 5. hétig. Legmagasabb pozíció: 17. hely
- Upside down

1976. november 20-ától 11. hétig. Legmagasabb pozíció: 2. hely
- A ride in the night

1977. május 7-étől 3. hétig. Legmagasabb pozíció: 31. hely
- See the sun

1977. szeptember 3-ától 6. hétig. Legmagasabb pozíció: 26. hely
- Dear John

1978. október 21-étől 11. hétig. Legmagasabb pozíció: 5. hely
- The Robot

1979. március 17-étől 4. hétig. Legmagasabb pozíció: 20. hely
- Greenpeace

1979. április 7-étől 7. hétig. Legmagasabb pozíció: 10. hely